# Aspidimorpha sulawesica
Aspidimorpha sulawesica es un coleóptero de la familia Chrysomelidae. Es endémica del sur de Célebes.